# Camp Rising Sun

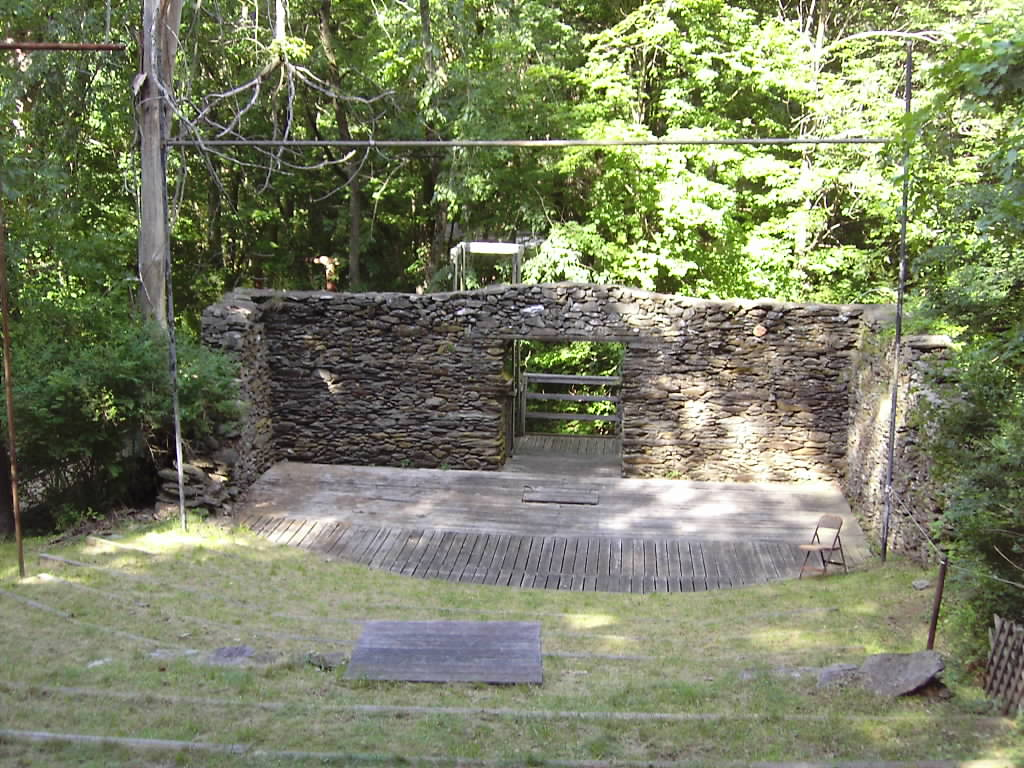
Antiguo teatro en el Camp Rising Sun.

Camp Rising Sun es un programa de verano internacional para desarrollar el liderazgo en estudiantes de entre 14 y 16 años al que solo se puede acceder mediante invitación, beneficiándose los alumnos de una beca completa. Es organizado por "Louis August Jonas Fundation" (LAJF), una organización sin ánimo de lucro y tiene una duración de siete semanas. El campamento de chicos se encuentra en Red Hook, Nueva York y el de chicas en Clinton, Nueva York, a unos 140 kilómetros al norte de la Ciudad de Nueva York, en el Valle del Río Hudson. Los distintos participantes vienen de todo el mundo y son escogidos por sus méritos.
Hay organizaciones de antiguos alumnos en numerosos países con más de 5000 antiguos alumnos alrededor del mundo. Por Camp Rising Sun ha pasado un Subsecretario General de las Naciones Unidas, un presidente de la Universidad de Harvard, un ganador de Intel Science Talent Search, un Ministro de Asuntos Exteriores de Corea del Sur, dos antiguos embajadores de Israel y un Subsecretario de Estado en la administración de Jimmy Carter.
En 1996, un grupo de antiguos participantes procedentes principalmente de Dinamarca, así como de otros países europeos fundaron "Camp Rising Sun Europa" para chicas jóvenes. Organizado y mantenido por "George E. Jonas Fundation" y la asociación de antiguos participantes de Dinamarca, el campamento está situado en Stendis, Región de Midtjylland, Dinamarca.

## Breve Historia y Principios
Tiene una superficie de 71 hectáreas sobre el Norte de Nueva York. Camp Rising Sun (CRS) es uno de los programas continuos de verano más largos en los Estados Unidos. Fue fundado a raíz del Crack del 29 por el filántropo George E. Jonas con la misión de "desarrollar en gente joven prometedora de diversos entornos el compromiso de liderazgo de forma sensible y responsable para lograr un desarrollo en sus entornos y el mundo entero"
Hijo de un exitoso hombre de negocios, creció en una familia rica y rodeado de riquezas, pero le preocupaba el hecho de que tuviera ventajas sobre los demás. Creció su preocupación por el mundo, reflexionando sobre qué podía hacer para aportar un poco de paz y estabilidad al mundo. Pensaba que la esperanza descansaba en la juventud y que había que animarla, estimularla y motivarla. Tuvo la idea de crear un campamento, un campamento que se interesara "no solo en el niño, sino también en el hombre que este llegara a ser. Creó una fundación con el nombre de su padre. Esta fundación organiza el campamento. Durante décadas se entrevistó con posibles futuros alumnos y era llamado cariñosamente por su apodo, "Freddie".
Tras la Segunda Guerra Mundial, el campamento se expandió para incluir jóvenes procedentes de todo el mundo. En 1947 fueron invitados los primeros dos afroamericanos y en 1989, se creó un programa para chicas. Jonas permaneció fuertemente unido al Camp Rising Sun hasta el momento de su muerte en 1978.
Cada programa se compone de unos 60 participantes dentro de los cuales hay estudiantes de unos 30 países. La mayoría solo participa un verano, pero cada temporada hay un grupo de participantes que son invitados de nuevo un segundo verano para ayudar a continuar la tradición del campamento año tras año. Los participantes que proceden de fuera de los Estados Unidos tienen la oportunidad de estar con una familia norteamericana, con participantes estadounidenses o con antiguos alumnos, lo que les permite experimentar cómo es vivir en Estados Unidos.
La selección de participantes es altamente competitiva y está basada en el potencial del participante, su capacidad de liderazgo, intellect (demonstrated academic achievement and ability to think critically), character, and individuality (developed abilities and interests). Camp alumni are generally responsible for selecting new campers from their countries, but in some cases, government officials such as the Minister of Education or an ambassador, do the selecting (or did, in decades past).